# Komparativ sociologi
Komparativ sociologi är en jämförande vetenskaplig metod inom sociologi för att studera sociala processer mellan nationer och stater eller mellan olika samhällstyper, exempelvis kapitalistiska och socialistiska modeller. Det finns två huvudsakliga angreppssätt inom komparativ sociologi. Att söka likheter mellan olika länder, system, företeelser och dylikt eller studera skillnaden mellan dessa. Exempelvis har forskare genom strukturell marxism försökt använda komparativa metoder för att identifiera allmänna, bakomliggande processer som i till synes olika sociala ordningar och samhällen, risken är att olikartade sociala sammanhang förbises i sökandet efter universella strukturer.
Sociologen Max Weber använde sig av komparativa metoder för att förstå variationer och skillnader mellan kulturer. Målsättningen var att förklara olikartade sociala ordningar som växt fram. Exempel på sådana studier är Den protestantiska etiken och kapitalismens anda och Religionssociologi (bok) (se även Religionssociologi).
Det finns en viss inomvetenskaplig debatt rörande lämpligheten i namnet "komparativ". Émile Durkheim menade i boken Sociologins metodregler från 1895 att all sociologisk forskning var komparativ eftersom alla sociala fenomen är typiska, representativa eller unika, vilka alla innebär någon slags jämförelse. Utifrån det perspektivet blir all sociologisk analys jämförande och varför en mer lämplig benämning skulle vara tvärnationell forskning.